# Volo China Southern Airlines 3943
Il volo China Southern Airlines 3943 era un volo passeggeri di linea dall'ex aeroporto di Canton-Baiyun, Canton, all'aeroporto di Guilin, Guilin, in Cina. Il 24 novembre 1992, un Boeing 737-300 si schiantò in fase di avvicinamento a Guilin, provocando la morte di tutti i 141 a bordo.

## L'aereo
Il velivolo coinvolto era un Boeing 737-300, marche B-2523, numero di serie 24913, numero di linea 2052. Volò per la prima volta il 10 maggio 1991 e venne consegnato a China Southern Airlines pochi giorni dopo, il 23 maggio. Era alimentato da 2 motori turboventola CFM International CFM56-3B. Al momento dell'incidente, l'aereo aveva poco più di un anno.

## L'incidente
Il volo 3943 partì da Canton diretto a Guilin, con una durata prevista di 55 minuti. Durante la discesa verso la destinazione, a un'altitudine di 7 000 piedi (2 100 m), il comandante tentò di livellare l'aereo sollevandone il muso. L'automanetta del 737 era impostata per la discesa, ma l'equipaggio non notò che la manetta di potenza del motore numero 2 era al minimo. Ciò portò a una condizione di spinta asimmetrica. L'aereo rollò verso destra e l'equipaggio non fu in grado di riprenderne il controllo. Alle 07:52, il velivolo si schiantò contro una montagna nella regione scarsamente popolata del Guangxi. Fu l'incidente con più vittime che coinvolse un Boeing 737-300 all'epoca, nonché il peggiore su suolo cinese.